# Квасница, Рудольф
Рудольф Квасница (чеш. Rudolf Kvasnica; 9 сентября 1895, Ройетин, ныне район Брно-пригород — 18 декабря 1986, Брно) — чешский дирижёр.
Учился в 1911—1914 гг. в Брненской органной школе у Леоша Яначека, в 1974 г. опубликовал об этом небольшой мемуар. В 1915—1916 гг. органист в Забрдовице, окраинном районе Брно. В 1920—1943 гг. работал в Национальном театре в Брно (в основном специализируясь на оперетте), после его ликвидации оккупационными властями в 1943—1944 гг. был главным оперным дирижёром учреждённого немецкой администрацией Чешского народного театра. В 1946 г. возглавил новосозданный симфонический оркестр в Злине и руководил им до 1954 г. в условиях послевоенного разлада и недоукомплектованности. В 1954—1960 гг. главный дирижёр Карлинского музыкального театра.
Заслуженный артист Чехословакии (1961).
Жена — Люба Квасницова (Псотова), балерина и балетный педагог. Их дочери Ольга и Алиция — также балерины.